# Marian-Jean Marinescu

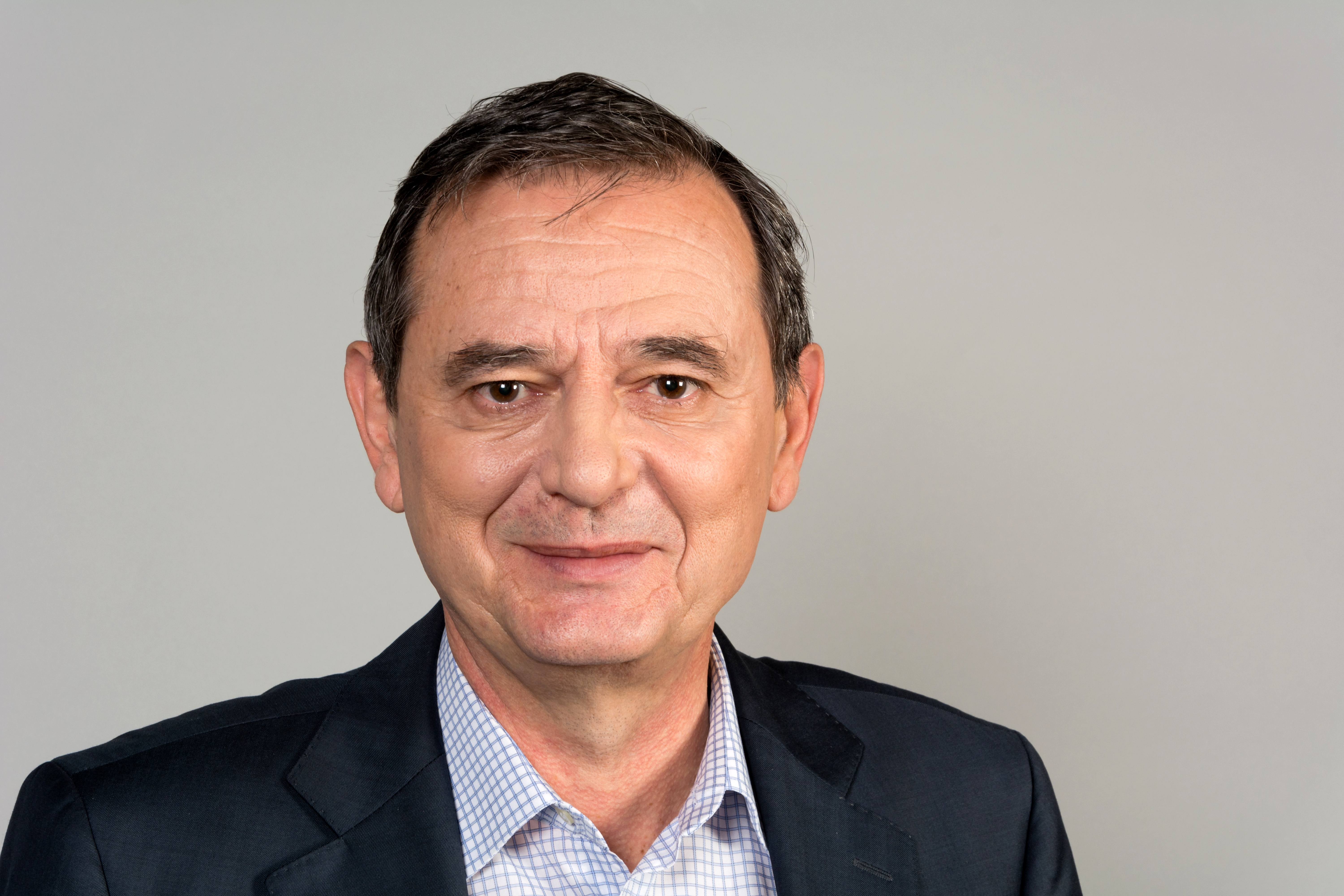
Marian-Jean Marinescu, 2014

Marian-Jean Marinescu (* 11. August 1952 in Râmnicu Vâlcea, Rumänien) ist ein rumänischer Politiker und Mitglied des Europäischen Parlaments (MdEP) für die Partidul Național Liberal.

## Leben
Marinescu wurde in Râmnicu Vâlcea geboren. 1976 absolvierte er die Fakultät für Luft- und Raumfahrttechnik des Bukarester Politehnica-Instituts und arbeitete anschließend als Ingenieur für Avioane SA und das Aviation Institute in Craiova.
Er trat 1992 als Mitglied Partidul Democrat (PD, später Partidul Democrat Liberal, PD-L) in die Politik ein, als er zum Mitglied des Stadtrats von Craiova gewählt wurde. Marinescu wurde zum Vizepräsidenten der PD-Sektion in Craiova (1994) und Dolj County (1997) und 2001 zum Sekretär für Dolj und Oltenia gewählt. Er war Präfekt von Dolj im Kabinett des Rumänischen Demokratischen Konvents (1996–2000) und nach 2004 Mitglied des Bezirksrats von Dolj, bevor er 2004 einen Sitz bei den Parlamentswahlen zur gemeinsamen Liste von Gerechtigkeit und Wahrheit gewann.
Marian-Jean Marinescu spricht fließend Französisch und Englisch und verfügt über Verwaltungserfahrung auf nationaler Ebene.
Im Zuge der Aufnahme Rumäniens in die Europäische Union wurde er am 1. Januar 2007 Abgeordneter im Europäischen Parlament. Er ist dort Mitglied in der Fraktion der Europäischen Volkspartei (Christdemokraten) und Europäischer Demokraten. Marinescu war Vizepräsident der PPE-Fraktion für zwei Legislaturperioden, Vorsitzender der PPE-Arbeitsgruppe Budgets and Strukturpolitik, Koordinator der PPE-Arbeitsgruppe für den mehrjährigen Finanzrahmen 2021–2027, Vizekoordinator der Verkehrs- und Tourismuskommission (TRAN), Vizepräsident der Intergruppe Sky and Space, Mitglied des Verwaltungsrats der Europäischen Agentur für globale Satellitennavigationssysteme (GSA), Botschafter und Gründungsmitglied des Erasmus-Programms für Unternehmer. In der Legislaturperiode 2014–2019 wurde Marinescu mit 15 Berichten als Hauptberichterstatter, 20 Alternativberichten und 5 Meinungsberichten sowie einem der einflussreichsten rumänischen Europaabgeordneten als aktivster rumänischer Europaabgeordneter eingestuft.
In der neuen Wahlperiode 2019 – 2024 setzt Marian-Jean Marinescu seine Tätigkeit in den Ausschüssen fort, in denen er zuvor Mitglied war: als Mitglied im Ausschuss für Verkehr und Fremdenverkehr (TRAN), stellvertretendes Mitglied im Ausschuss für Industrie, Forschung und Energy (ITRE) und stellvertretendes Mitglied des Haushaltskontrollausschusses (CONT). Er ist Koordinator der PPE-Fraktion für Verkehrspolitik.

## Ehrungen und Auszeichnungen
Marian-Jean Marinescu wurde zweimal als Europaabgeordneter des Jahres (2014 und 2016) im Bereich Forschung – Innovation ausgezeichnet.
Er ist Großoffizier des Ordens des Sterns von Rumänien.
Marian-Jean Marinescu, langjähriger Koordinator für Verkehrspolitik der konservativen EVP-Fraktion, wurde auf der verbandseigenen Ebace-Messe in Genf 2017 mit dem Europäischen Preis für Geschäftsluftfahrt der EBAA „für seine herausragende Rolle bei der Förderung der Interessen der Geschäftsluftfahrt“ geehrt. Im Jahr 2020 wurde Marinescu von der EBAA zum Abgeordneten des Jahres gewählt.